# Żeglarstwo na Igrzyskach Śródziemnomorskich 2013
Żeglarstwo na Igrzyskach Śródziemnomorskich 2013, odbywało się w dniach 21-27 czerwca. Zawodnicy rywalizowali w czterech konkurencjach.

## Wyniki[1]

### Mężczyźni
| Klasa | Złoto                                   | Srebro                                                | Brąz                                            |
| Laser | Tonči Stipanović                        | Jean-Baptiste Bernaz                                  | Jesus Rogel                                     |
| 470   | Chorwacja · Šime Fantela · Igor Marenić | Grecja · Panagiotis Mantis · Pavlos Serafeim Kagialis | Włochy · Francesco Falcetelli · Enrico Clementi |

### Kobiety
| Klasa        | Złoto                                        | Srebro                                   | Brąz                                       |
| Laser Radial | Tina Mihelić                                 | Alicia Cebrián                           | Nazlı Çağla Dönertaş                       |
| 470          | Francja · Camille Lecointre · Mathilde Geron | Chorwacja · Enia Ninčević · Romana Župan | Włochy · Francesca Komatar · Sveva Carraro |

## Tabela medalowa
| Pozycje | Państwo   |   |   |   | Łącznie |
| ------- | --------- | - | - | - | ------- |
| 1       | Chorwacja | 3 | 1 | 0 | 4       |
| 2       | Francja   | 1 | 1 | 0 | 2       |
| 3       | Hiszpania | 0 | 1 | 1 | 2       |
| 4       | Grecja    | 0 | 1 | 0 | 1       |
| 5       | Włochy    | 0 | 0 | 2 | 2       |
| 6       | Turcja    | 0 | 0 | 1 | 1       |
| Łącznie | Łącznie   | 4 | 4 | 4 | 12      |